# Список умерших в 567 году

## Июнь
- 22 июня — Феодосий I, патриарх Александрийский (535—536).

## Дата смерти неизвестна или требует уточнения
- Атанагильд, король вестготов (551—567).
- Вультрогота, супруга франкского короля Хильдеберта I.
- Кунимунд, король гепидов (около 560—567).
- Пиенций Пуатевинский, епископ Пуатье (между 541 и 555 — между 561 и 567); святой, почитаемый в Католической церкви.
- Хариберт I, король франков (561—567).
- Хлодозинда, королева лангобардов, супруга Альбоина.